# Tadeusz Prokop
Tadeusz Prokop (ur. 23 stycznia 1941 w Piasecznie, zm. 11 czerwca 2015 we Wrocławiu) – polski, wokalista, gitarzysta i kompozytor, członek zespołów, takich jak m.in. Drumlersi i Pakt.

## Życiorys
Uczęszczał na zajęcia muzyczne we wrocławskim klubie Drukarza. Debiutował jako wokalista na II Festiwalu Młodych Talentów w Szczecinie (1963); gdzie doszedł do półfinału i w Hali Ludowej we Wrocławiu z towarzyszeniem zespołu Czerwono-Czarni wykonał utwór z repertuaru Elvisa Presleya pt. I Gotta Know. 
Karierę rozpoczynał we wrocławskich zespołach big beatowych: Red Devils, Petit, Seledynowi i Błękitne Cienie (1963–1968). Następnie był gitarzystą i wokalistą zespołu Drumlersi (1968), którego jedną z wokalistek była Haliną Frąckowiak (używała wówczas pseudonimu Sonia Sulin). 
W latach 1969–1971 był gitarzystą i wiodącym wokalistą we wrocławskiej grupie Pakt. Dla grupy skomponował takie piosenki jak: Czarna róża, Chłopiec ze snów, Rydwan, To trudno czy Hej Wrocławianie. 
W 1971 roku wyemigrował do Anglii, gdzie występował w klubach i kabaretach w Soho. W 1978 roku przebywał w Las Vegas, skąd przeniósł się do Maroka, gdzie przez okres trzech lat, grać w hotelach w Tangerze, Agadirze i Marakeszu. 
Po powrocie do Anglii, uczył się na wydziale aktorskim, dwuletniego studium w Guilford Publick Schools. Do Polski powrócił w 1993 roku.
Zmarł 11 czerwca 2015 roku. Został pochowany na cmentarzu Osobowickim we Wrocławiu.

## Dyskografia[5]

### Płyty (EP, LP)
- Piosenki z filmu „Przygoda z piosenką” (EP, Muza N 0550, 1968 – kompilacja)[6]
- Złote lata polskiego big beatu 1968 vol. 2 (LP Muza SX 3054, 1992 / MC Muza CK 1243, 1992)[3]

### Nagrania radiowe
- Polskie Radio (1968): Wymyśliłam nas (voc. S. Sulin), Napisz kilka słów (voc. S. Sulin) Co ma piernik do wiatraka (voc. S. Sulin), Chłopcy z naszych stron (voc. S. Sulin), Osiołkowi w żłoby dano (voc. S. Sulin), Cwaniara (voc. S. Sulin), Od kochania nikt nie umarł (voc. A. Bem), Mój wujaszek Walenty (voc. T. Prokop), Rydwan, Beat-sztajer, Preludium c-moll F. Chopina (instr.), Skrzydła wiatraka (instr.)[3]

### Płyty (EP, PD, CD)
- Milczy kamień przy drodze (EP, Muza N 0603, 1970)
- Żołnierz wraca pod dach (PD KP-165 Muza, 1970)
- Polubić (EP, Muza N 0652, 1971)
- Z Archiwum Polskiego Radia vol. 6: Grupa Pakt. Nagrania radiowe z lat 1969–2000 (2xCD, Polskie Radio PRCD 1066-67, 2007)